# Schlotheim
Pour les articles homonymes, voir Schlotheim (homonymie).
Schlotheim est une ancienne commune allemande de l'arrondissement d'Unstrut-Hainich, Land de Thuringe.

## Géographie
Schlotheim se situe dans le milieu géographique de l'Allemagne, dans le paysage vallonné du nord-ouest du bassin de Thuringe. La commune s'étend du nord-ouest au sud-est en suivant le graben jusqu'aux Heilinger Höhen.
La commune comprend les quartiers de Mehrstedt et Hohenbergen.
| Menteroda  | Holzsußra                       |                      |
| Obermehler | Schlotheim                      | Ebeleben Marolterode |
| Korner     | Bothenheilingen Issersheilingen | Neunheilingen        |

Schlotheim se trouve sur la Bundesstraße 249.

## Histoire
Le château-fort de Schlotheim est mentionné pour la première fois en 974. Elle obtient le statut de ville en 1277.
Depuis 2011, l'aérodrome d'Obermehler-Schlotheim accueille le festival de metal extrême Party.San.

## Personnalités liées à la commune
- Bernhard Listemann (1847-1917), violoniste
- Carlos Hartling (1869-1920), compositeur
- Wilhelm Otto Pitthan (1896-1967), peintre
- Werner Braune (1909-1951), SS
- Arno Rink (né en 1940), peintre